# Junger Ervin
Junger Ervin (Temesvár, 1931. május 28. – 2019. szeptember) zsidó származású romániai magyar zeneszerző, zenetudós és zenepedagógus egyetemi tanár.

## Életútja
Középiskolai tanulmányait szülővárosában kezdte, Kolozsvárt érettségizett (1948), a Gheorghe Dima Zenekonzervatóriumban zeneszerzés, zongora és karmesteri szakot végzett. 1950-től ugyanitt gyakornok, majd tanársegéd és adjunktus, 1969-től előadótanár. 1975-ben A barokk funkcionális összhangrendje Bach műveiben című értekezésével zenetudományi doktorátust szerzett.
Az 1950-es évek elején hagyomány-hű, művelt és tudatos alkotói szerzeményei alapján nemzedékének javához számították. Színpadi művei közül a Dehel Gábor librettójára szerzett Találkozások című balett (1963) és a Jánosházy György librettójára szerzett A helység kalapácsa című Petőfi-vígopera (1967) a Kolozsvári Állami Magyar Opera színpadán került nyilvánosság elé. Rónai Antal szövegére szerzett Strindberg-operája (Júlia kisasszony, 1959) hangszereletlen, Petőfi-kantátája (A tavaszhoz, 1953) kiadatlan.
Zenekritikáit, a zenei alkotás és a zenei élet időszerű kérdéseinek szentelt tanulmányait az Utunk, Igaz Szó, A Hét közölte, számos szakdolgozata román szakfolyóiratokban (Lucrări de Muzicologie, Muzica) jelent meg. Quo vadis, Terra? című kantátájának a Zenei Kiadónál megjelent szövegét román költő-kortársak verseiből állította össze (1975).
1976-ban, a Ceaușescu-diktatúra idején Kolozsvárról áttelepült Izraelbe. Az 1989-es romániai forradalom után Kolozsvárt adta közre köteteit. Csendes számadás (Kolozsvár, 1999) című kötetében erdélyi magyar nyelvű lapokban 1976-ig megjelent zenei írásait gyűjtötte össze; Quo vadis, Terra Sancta (Kolozsvár, 2000) című kötete önvallomás arról, hogyan fogadta a Szentföld a már 23 éves egyetemi karrierrel, jelentős zeneszerzői és zenetudományi múlttal rendelkező 45 éves férfit. Később az izraeli Új Keletben publikált zenei írásaiból  adott közre válogatást Szentföld zenéje címen (Bukarest, 2004).

## Művei
- Bartók és a zsidó diaszpóra. Adatok Bartók Béla művészi és társadalmi kapcsolataihoz; MTA Judaisztikai Kutatócsoport, Bp., 1997 (Értesítő MTA Judaisztikai. Kutatócsoport)
- Quo vadis, Terra Sancta?; szerk., utószó Laskay Adrienne; Erdélyi Híradó, Kolozsvár, 2000